# Cuttura
Cuttura là một xã trong vùng hành chính Franche-Comté, thuộc tỉnh Jura, quận Saint-Claude, tổng Saint-Claude. Tọa độ địa lý của xã là 46° 24' vĩ độ bắc, 05° 48' kinh độ đông. Cuttura nằm trên độ cao trung bình là 619 mét trên mực nước biển, có điểm thấp nhất là 479 mét và điểm cao nhất là 900 mét. Xã có diện tích 5.95 km², dân số vào thời điểm 2005 là 365 người; mật độ dân số là 61 người/km².

## Thông tin nhân khẩu
| 1962 | 1968 | 1975 | 1982 | 1990 | 1999 |
| ---- | ---- | ---- | ---- | ---- | ---- |
| 162  | 170  | 159  | 178  | 242  | 345  |